# Seniyeh

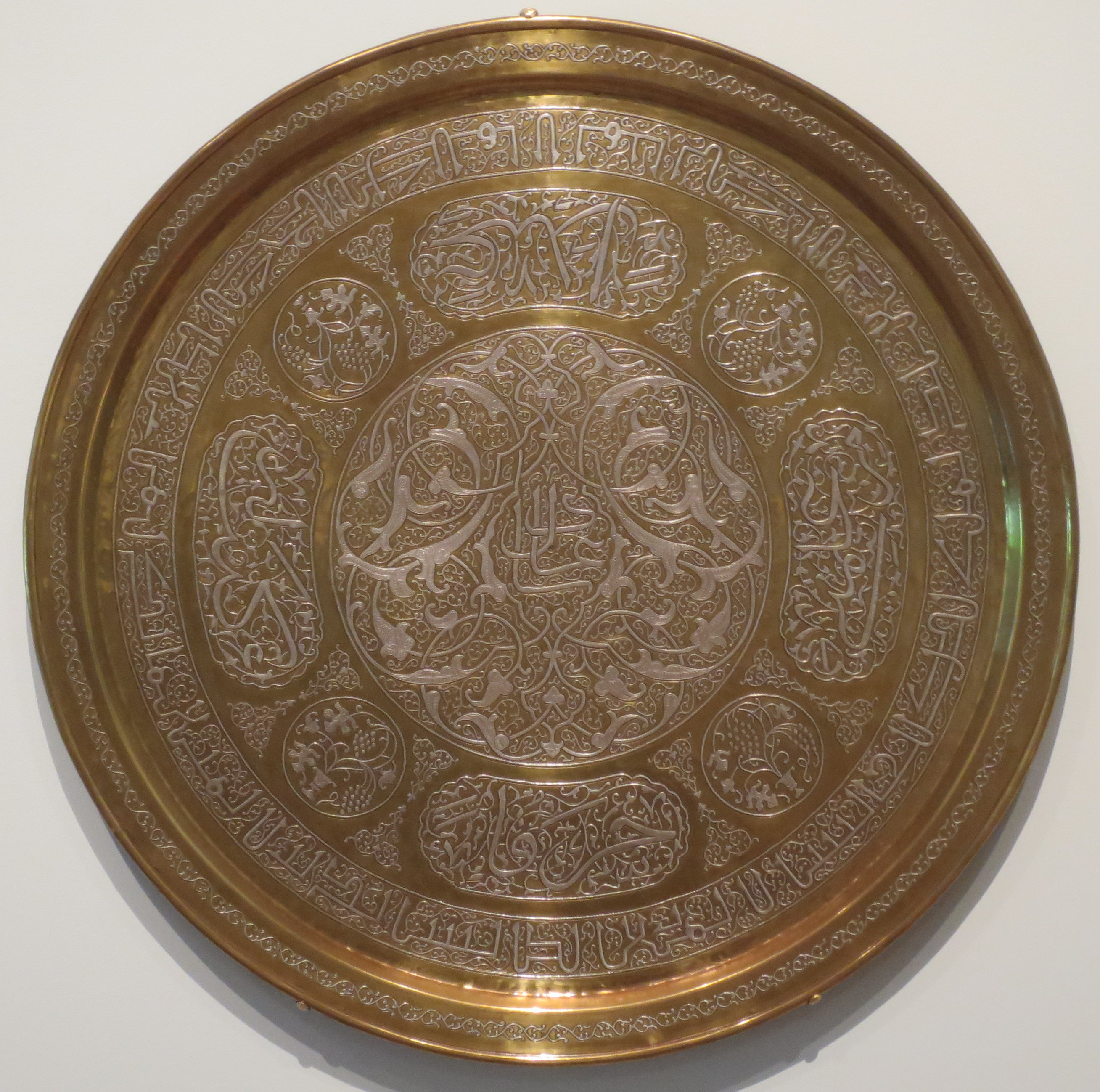
Messingtablett mit Silbereinlage, Ägypten oder Syrien 19. Jh.

Seniyeh (auch seniyyeh, siniyya und andere Schreibweisen) bezeichnet im Arabischen (ṣīniyya) sowohl ein Serviertablett, das teils auch als Backform dient, als auch Hackfleischgerichte, die in dieser gebacken werden.

## Wortherkunft
In der arabisch-islamischen Literatur wird der Begriff mā'ida häufig als Tisch(platte) interpretiert und kann zwei verschiedene Arten von Tischen bedeuten:
- Der als sufra bezeichnete Tisch war eine Bodendecke oder ein Tablett und kein runder Tisch. Er bestand aus Stoff, Leder, Kupfer, Palmblättern oder Stroh, um ihn herum saßen die Menschen entweder auf dem Teppich oder direkt auf dem Boden.

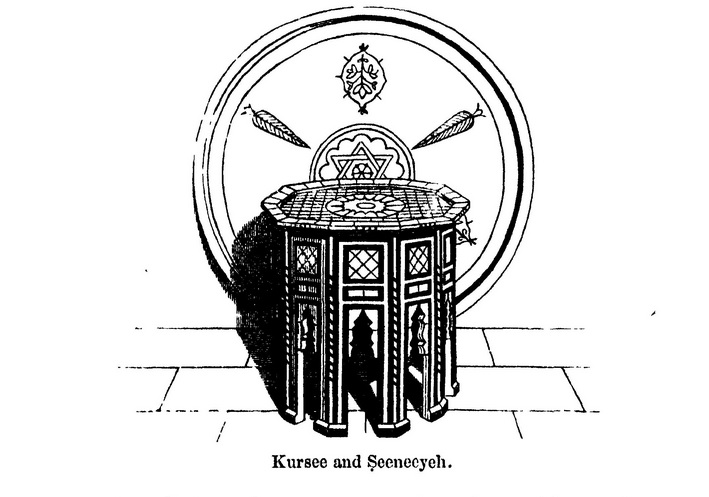
Kursee und Seeneeyeh

- Kursee und SeeneeyehDie andere Tischart hieß khiwān und war über dem Boden erhaben. Nach der Erklärung des Lexikographen Ibn Manzūr benannte mā'ida einen khiwān-Tisch zusammen mit dem Essen, das darauf präsentiert wurde. Wenn es nichts zu essen gab, konnte man khiwān nicht als mā'ida bezeichnen. Ein khiwān konnte verschiedene Formen haben: ein Tablett, das auf einem einzelnen hohen, konischen Bein ruht, oder ein Tablett, das auf drei kürzeren Beinen ruhte, es konnte sich aber auch um ein kastenähnliches Objekt auf vierzig Beinen handeln.

Edward William Lane beschrieb seeneeyeh und saneeyeh als ein rundes Tablett aus verzinntem Kupfer oder manchmal aus Messing, im Durchmesser zwischen zwei und drei Fuß, das als Tisch diente und auf einem Hocker („kursee“) aufgestellt wurde. Etwa fünfzehn Zentimeter hoch, aus Holz gefertigt und mit einer reich verzierten Stellfläche aus Perlmutt, Schildpatt etc. bildeten also zwei Möbelstücke eine „Sufrah“. Mit der Zeit änderte der Begriff sufrah seine Bedeutung und wurde, nachdem er den Begriff khiwān verdrängt und seine Bedeutung angenommen hatte, durch den Begriff siniyya ersetzt.

## Verwendung des Begriffs

### Für Hackfleischgerichte
Die Speisenbezeichnung seniyeh (kurz für kubeh seniyeh, kibbeh bil-saniyeh und andere Schreibweisen) benennt in großen Teilen des Nahen Ostens einen flachen Hackbraten, der in der (gleichnamigen) Backform serviert wird, zubereitet aus Lamm-, Rind- oder Kalbfleisch. Seniyeh kubbeh ist ein mit Bulgur oder Kartoffelstampf geschichteter Hackbraten; anderes Beispiel für Kibbi Bi-Siniyyah ist eine Kibbeh-Kloßmasse in flacher Pfannenform zu backen.
Eine weitere Zubereitungsart des Hackbratens siniyah aus Lamm-, Rind- oder Kalbfleisch hat eine Kruste aus mit Zitronensaft verrührtem Tahini.

### Für Tablett und Backform
Das runde Tablett seniyeh wird oft aus Kupfer oder Messing gefertigt, mit einem Durchmesser von etwa 16 Zoll und einer Seitenhöhe von etwa einem Zoll. Als Backform wird es für Eintöpfe, Pasteten und Gebäck wie Baklava, oder flache Hackbraten verwendet.